# Phomopsis tritici
Phomopsis tritici är en svampart som beskrevs av Punith. 1980. Phomopsis tritici ingår i släktet Phomopsis och familjen Diaporthaceae.   Inga underarter finns listade i Catalogue of Life.